# Marathon van Nagano 2008
De marathon van Nagano 2008 vond plaats op zondag 20 april 2008 in Nagano. Het was de tiende editie van deze marathon. 
De wedstrijd bij de mannen werd een overwinning voor Nephat Kinyanjui uit Kenia. Dit was zijn derde zege op rij. Deze keer finishte hij met een marginaal verschil op de Japanner Tomohiro Seto. Beiden kregen dezelfde finishtijd toegewezen. De Ethiopiërs Fayisa Tusse en Gidey Amaha finishten slechts twee seconden later. Bij de vrouwen zegevierde Alevtina Ivanova uit Rusland. Met haar 2:26.39 eindigde zij twee minuten voor de Australische Kate Smyth.
Beide geslachten liepen onvoldoende snel om het parcoursrecord te verbeteren.

## Uitslagen
Mannen
| rang | naam               | land | tijd    |
| ---- | ------------------ | ---- | ------- |
| 1    | Nephat Kinyanjui   | KEN  | 2:14.17 |
| 2    | Tomohiro Seto      | JPN  | 2:14.17 |
| 3    | Fayisa Tusse       | ETH  | 2:14.19 |
| 4    | Gidey Amaha        | ETH  | 2:14.19 |
| 5    | Yoshiyuki Suetsugu | JPN  | 2:14.31 |
| 6    | Arkadiusz Sowa     | POL  | 2:14.39 |
| 7    | Kebede Tekeste     | ETH  | 2:15.21 |
| 8    | Gemechu Woyeche    | ETH  | 2:15.27 |
| 9    | Halefom Abebe      | ETH  | 2:16.01 |
| 10   | Gemechu Dessalege  | ETH  | 2:17.20 |

Vrouwen
| rang | naam              | land | tijd    |
| ---- | ----------------- | ---- | ------- |
| 1    | Alevtina Ivanova  | RUS  | 2:26.39 |
| 2    | Kate Smyth        | AUS  | 2:28.51 |
| 3    | Dorota Gruca      | POL  | 2:31.54 |
| 4    | Miyuki Ando       | JPN  | 2:34.25 |
| 5    | Asnakech Mengistu | ETH  | 2:37.02 |
| 6    | Mai Tagami        | JPN  | 2:38.43 |
| 7    | Sunmani Abetz     | ETH  | 2:39.11 |
| 8    | Chihiro Tanaka    | JPN  | 2:39.45 |
| 9    | Kidist Teka       | ETH  | 2:40.56 |
| 10   | Ruth Wanjiru      | KEN  | 2:44.19 |

Shinmai-periode:

1958 ·
1959 ·
1960 ·
1961 ·
1962 ·
1963 ·
1964 ·
1965 ·
1966 ·
1967 ·
1968 ·
1969 ·
1970 ·
1971 ·
1972 ·
1973 ·
1974 ·
1975 ·
1976 ·
1977 ·
1978 ·
1979 ·
1980 ·
1981 ·
1982 ·
1983 ·
1984 ·
1985 ·
1986 ·
1987 ·
1988 ·
1989 ·
1990 ·
1991 ·
1992 ·
1993 ·
1994 ·
1995 ·
1996 ·
1997 ·
1998

Nagano-periode:

1999 ·
2000 ·
2001 ·
2002 ·
2003 ·
2004 ·
2005 ·
2006 ·
2007 ·
2008 ·
2009 ·
2010 ·
2011 ·
2012 ·
2013 ·
2014 ·
2015 ·
2016 ·
2017